# Ass-Quelle

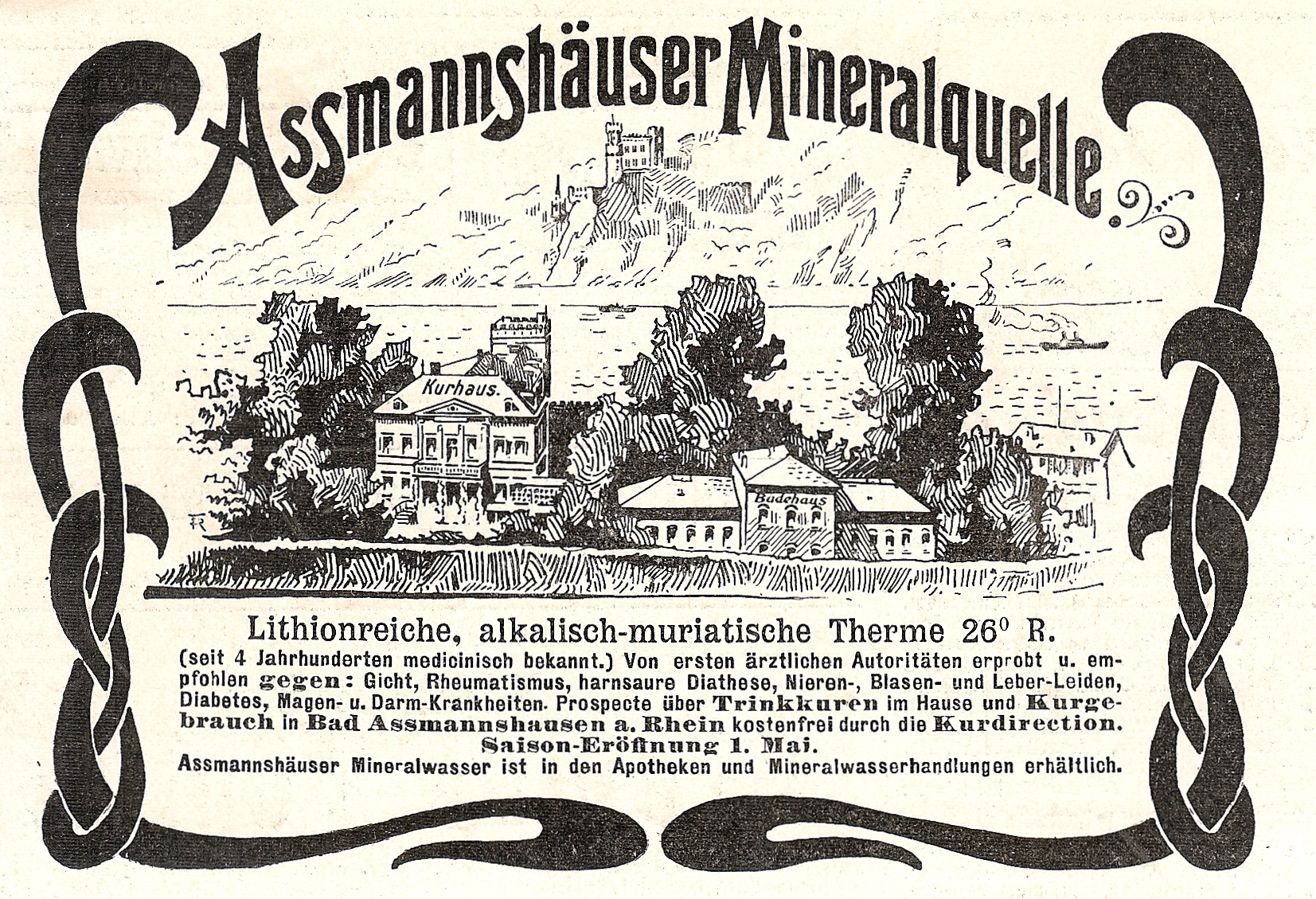
Werbeanzeige für die Assmannshäuser Mineralquelle aus dem Jahr 1899

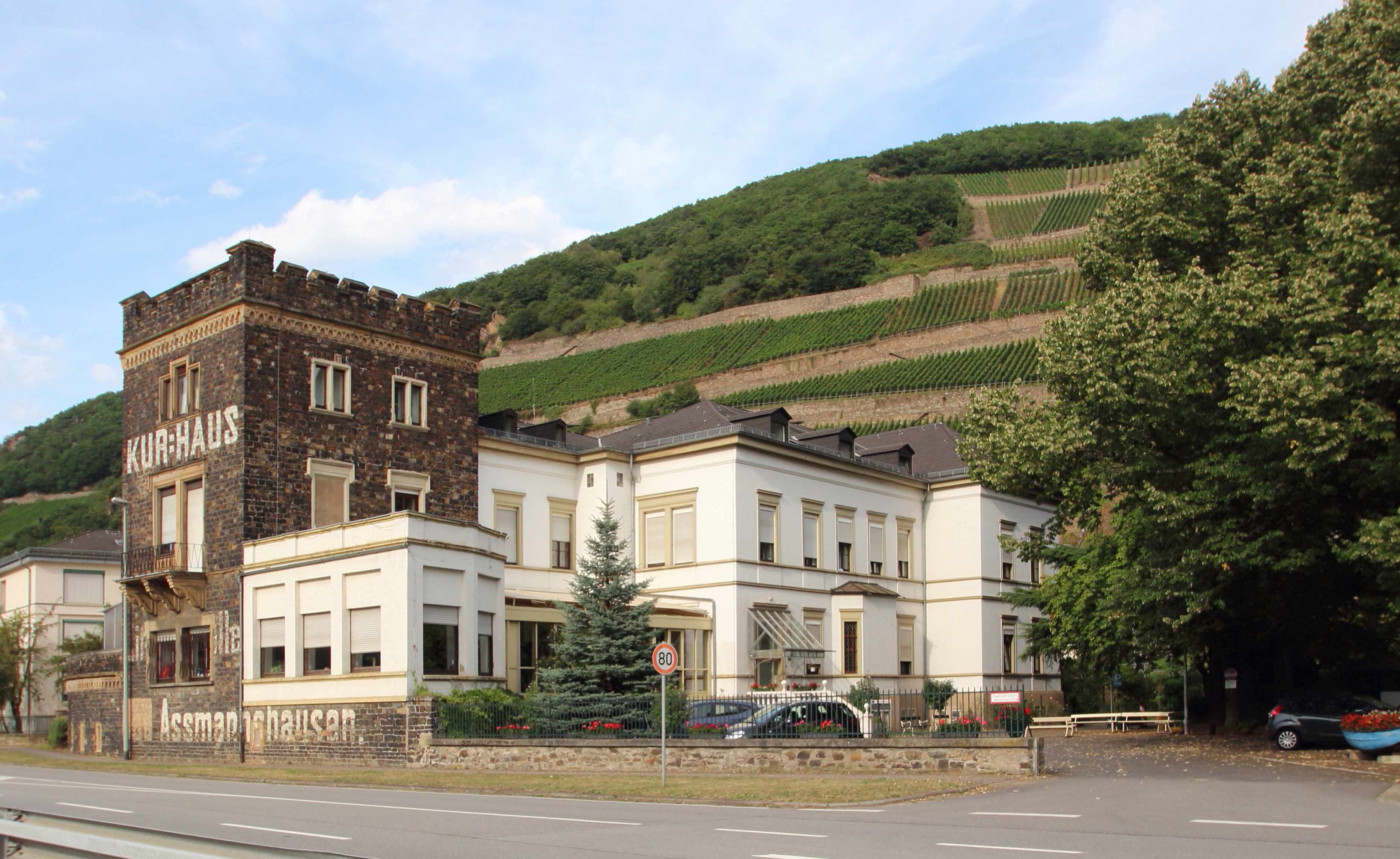
Ehemaliges Kurhaus von Assmannshausen. Das Turmgebäude liegt über der Fassung der Graf-Adolph-Quelle

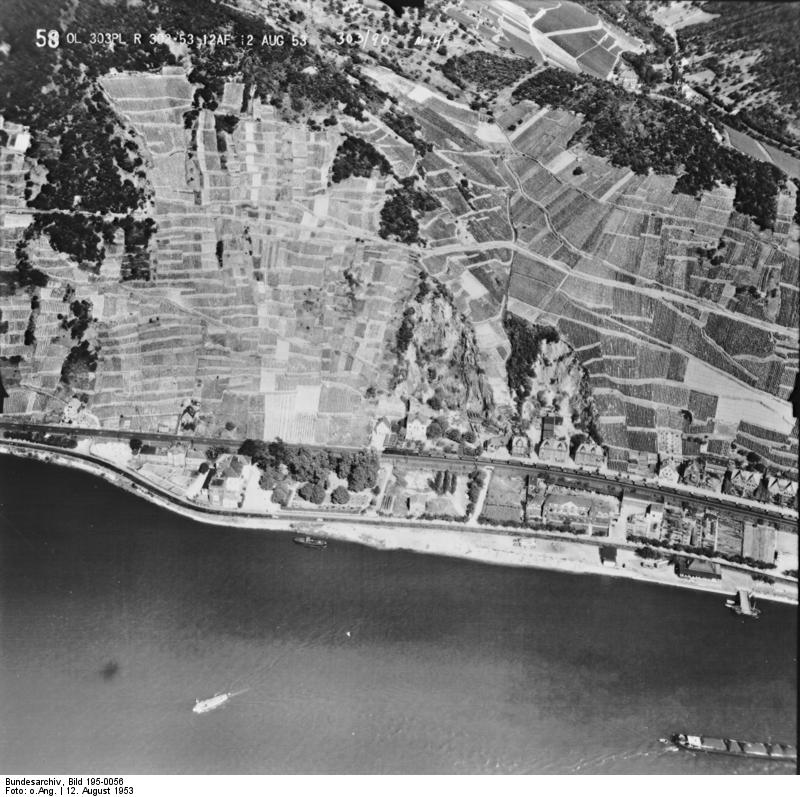
Kurhaus und Kurpark an der Ass-Quelle, kurz nach Ende des Kurbetriebes, an dem Straßenknick der Rheinuferstraße (B 42) gelegen

Die Ass-Quelle, eigentlich Graf-Adolph-Quelle, ist eine Thermalquelle im Ortsteil Assmannshausen der Stadt Rüdesheim am Rhein im hessischen Rheingau-Taunus-Kreis.

## Geschichte
Die etwas rheinabwärts am nördlichen Ortsrand von Assmannshausen gelegene Quelle, wurde zuletzt 1842 als Brom-Lithium-Thermalquelle für Kuren bei Gicht und Rheuma erschlossen. Das Wasser wies eine Quelltemperatur von 32,8 °C auf.
Schon am 6. Mai 1489 erteilte der Kurmainzer Erzbischof Berthold von Henneberg eine Ermächtigung, „das warme Wasser im Ryne by Hasemanneshusen im Ryngaw zu suchen“. Die Quelle lag damals im Flussbett des Rheins, der bis an die aufsteigenden Uferfelsen reichte, wie aus zeitgenössischen Abbildungen geschlossen werden kann. Um sie zu fassen, musste der Strom zurückgedämmt werden.
Zu Beginn des 16. Jahrhunderts gerieten die Thermen zunächst wieder in Vergessenheit. Doch ab 1660 gab es wieder Versuche, die Quelle aufzufinden und zu fassen – 1705 schließlich mit Erfolg.
Nachdem noch vier weitere Quellen am Fuße des Gebirges gefasst worden waren, konnte ein Badehaus errichtet werden. Zwar wurde es damals anfangs stark besucht, verlor aber später an Attraktivität und verfiel. Erst 1872 entstand eine neue Quellfassung, die als Graf-Adolph-Quelle bekannt und deren Thermalwasser zur Linderung rheumatischer Beschwerden genutzt wurde. Zu diesem Zweck entstand neben dem Heilbad ein Kurhaus und ein Kurhotel am Rhein. Damit begann der Bade- und Kurbetrieb in Assmannshausen; daneben wurde das Heilwasser in Flaschen abgefüllt vertrieben.
Anfang des 20. Jahrhunderts verlegte die Deutsche Mineralbrunnen AG ihren Firmensitz nach Assmannshausen. Nach Verkauf des Kur- und Badehauses 1921 gingen Kurbetrieb und Mineralwasserhandel getrennte Wege: Kur- und Badehaus wurden 1924 renoviert und 1930 wieder für die Kur eröffnet, die Mineralwasser AG vertrieb fortan das Assmannshäuser Wasser unter dem Namen ASS-BRUNNEN als Mineralwasser.
Nach Unterbrechung während des Zweiten Weltkrieges endete der reguläre Kurbetrieb im Oktober 1950 und das Kurhaus wurde an die Katholische Kirchengemeinde Assmannshausen verkauft. Es wurde danach zum Alten- und Pflegeheim Sankt-Thomas-Morus-Haus umgebaut.
Der Mineralwasserhandel blieb bis 1981 in den Händen der Mineralwasser AG. Nach dem Finanzbetrug des letzten Besitzers, der Brauerei Sester aus Köln, musste der „Ass-Brunnen“ in Assmannshausen 1983 Insolvenz anmelden.
Auf Empfehlung des Ortsbeirates Assmannshausen und in Würdigung der Verdienste um die erste Erschließung der Quelle bekam die bis dahin nicht besonders benannte nördliche Querverbindung von der Lorcher Straße zur Rheinallee in Höhe des ehemaligen Assmannshäuser Mineralbrunnens den Namen Berthold-von-Henneberg-Straße.